# Kang Hye-yeon
Kang Hye-yeon (hangul: 강혜연 (); Jeju, Provincia de Jeju, 8 de diciembre de 1990), también conocida como Hyeyeon o Dami, es una cantante surcoreana, conocida por haber sido miembro de los grupos femeninos surcoreanos EXID y Bestie. Ha estado activa como cantante de trot desde la disolución de Bestie en 2018.

## Biografía
Kang nació en Jeju, la ciudad natal de su madre, pero creció en Incheon. Comenzó a soñar con convertirse en cantante después de ver una actuación en el festival de la Universidad Inha cuando estaba en sexto grado.

## Carrera
Mientras se preparaba para ir a la universidad, vio un anuncio de una audición en Internet, y grabó y envió un archivo MP3 de demostración. Ella fue seleccionada y, después de ser aprendiz durante unos meses, se unió al grupo femenino surcoreano EXID, y debutó bajo el nombre artístico de Dami el 16 de febrero de 2012. Sin embargo, abandonó el grupo dos meses después del lanzamiento de su álbum debut para centrarse en sus estudios.
Al año siguiente, en 2013, firmó con la compañía discográfica YNB Entertainment, junto con Haeryung y U Ji, que también estuvieron con ella en EXID, y debutó junto con ellas y una miembro más como parte del grupo femenino surcoreano Bestie en julio de 2013, donde se desempeñó como la líder del grupo. Pese a que el grupo logró ser exitoso, Kang no recibió ningún pago, y durante ese tiempo realizó varios trabajos a tiempo parcial.
Firmó un contrato exclusivo el 25 de octubre de 2018 con Star Entertainment, y Bestie finalmente se disolvió. Unos días después, el 31 de octubre, lanzó el sencillo "Waddaya" (왔다야 ()), convirtiéndose en cantante de trot. A Kang siempre le había gustado el trot, y compitió en el programa de supervivencia de trot de Mnet Trot X en 2014, mientras formaba con Bestie, así que, cuando el CEO de Star Entertainment, Choi Yang-su, le sugirió que probara ese género, ella aceptó de inmediato.
Kang saltó al estrellato entre 2020 y 2021 gracias al programa de televisión Miss Trot 2. A pesar de terminar en octavo lugar, su actuación impresionó al público y le valió el apodo de 'Trot Squirrel'. El 30 de abril de 2021, lanzó su primer álbum de larga duración, Sunday Hye-yeon. En noviembre de 2023, participó en The Best K-Trot Singer de MBN.
En 2023 y 2024 fue nombrada embajadora de promoción de Corea del Sur, y en 2024 fue nombrada embajadora de relaciones públicas de Jeju.

## Discografía

### Álbumes de estudio
- Sunday Hye-yeon (2021)

### Sencillos
- Waddaya (2018)
- Mangottaeng (2020)
- You Idiot (천치 바보야; 2022)
- Comet: Broom Star (혜성(彗星):빗자루별; 2023)
- Yeon: Beautiful (연(姸):고울연; 2023)

### Colaboraciones
- "Stick With U" de Quattro Code (2013)
- "Getting Bored?" de Yoon Seung-woo (2014)
- "Perfect Chemistry" de Just Cricket (2015)
- "You Can Take Your Time" de Rolling Paper (2018)
- "I Hate You So Much" con Jung Yi-han (2018)
- "Why Do You Call Me" con Hwang Woo-rim y Maria (2021)
- "Just the Two of Us" de Nam Jin (2022)
- "Coffee Cola" con Oh Song (2022)

### Otros lanzamientos
- Kang Hye-yeon Miss Trot Techno Medley (2020)
- What If I Just Leave? (2024)